# Papiro di Ossirinco 21
Il papiro di Ossirinco 21 (P. Oxy. I 21) è un frammento di un rotulus di papiro contenente il secondo libro dell'Iliade (Β, 745-764) in greco.
Misura 200 per 147 mm. e contiene 20 righe di testo scritto con un tratto ampio, rotondo ed eretto, risalente al I o al II secolo.
Della stessa mano sono gli apostrofi che contrassegnano le elisioni;
anche accenti, spiriti, pause e segni di quantità forse sono stati inseriti dalla prima mano, ma più probabilmente sono dovuti alla persona che ha aggiunto alcune correzioni in corsivo.
Fu rinvenuto nel 1897 a Ossirinco da Grenfell e Hunt che pubblicarono il testo nel 1898.
È custodito dalla University of Chicago, nello Haskell Oriental Institute.